# Férfi egyéni párbajtőrvívás az 1969-es vívó-világbajnokságon
Az 1969-es vívó-világbajnokságon a férfi egyéni párbajtőr versenyén 78-an indultak. A győzelmet a lengyel Bohdan Andrzejewski szerezte meg. A magyar versenyzők közül Schmitt Pál az elődöntőig, Fenyvesi Csaba a selejtező harmadik, B. Nagy Pál és Kulcsár Győző a második fordulójáig jutott. Nemere Zoltán az első fordulóban kiesett.

## Selejtezők

### Első forduló
Minden csoportból az első négy helyezett jutott tovább.
| I. csoport                            |  | II. csoport                        |  | III. csoport                           |
| ------------------------------------- |  | ---------------------------------- |  | -------------------------------------- |
| 1. Ferrer Kuba 4                      |  | 1. Szergej Paramonov Szovjetunió 5 |  | 1. Horst Melzig NDK 4                  |
| 2. Pier Alberto Testoni Olaszország 4 |  | 2. Kulcsár Győző Magyarország 5    |  | 2. Schmitt Pál Magyarország 4          |
| 3. Alexandre Bretholz Svájc 4         |  | 3. Gustavo Oliveros Kuba 4         |  | 3. Hrihorij Krissz Szovjetunió 4       |
| 4. Michał Butkiewicz Lengyelország 3  |  | 4. François Jeanne Franciaország 3 |  | 4. Bohdan Andrzejewski Lengyelország 2 |
| 5. Lars-Erik Larsson Svédország 3     |  | 5. Stricker Svájc 2                |  | 5. Rodríguez Kuba 1                    |
| 6. Nemere Zoltán Magyarország 2       |  | 6. Szepesi Románia 2               |  | 6. Araki Tosiaki Japán 1               |
| 7. José Miguel Pérez Puerto Rico 0    |  | 7. Grissi Mexikó 0                 |  |                                        |
|                                       |  |                                    |  |                                        |

| IV. csoport                          |  | V. csoport                            |  | VI. csoport                             |
| ------------------------------------ |  | ------------------------------------- |  | --------------------------------------- |
| 1. Infante Kuba 6                    |  | 1. Jacques Brodin Franciaország 5     |  | 1. Jean-Pierre Allemand Franciaország 5 |
| 2. Christie Egyesült Államok 4       |  | 2. Zbigniew Matwiejew Lengyelország 5 |  | 2. Eckhard Mannischeff NDK 5            |
| 3. Pongrácz Antal Románia 4          |  | 3. Carfagno Egyesült Államok 4        |  | 3. Daniel Giger Svájc 3                 |
| 4. Gianluigi Saccaro Olaszország 3   |  | 4. Alexandru Istrate Románia 3        |  | 4. Orvar Jönsson Svédország 3           |
| 5. Florent Bessemans Belgium 3       |  | 5. Rolf Edling Svédország 3           |  | 5. Goldberg Egyesült Államok 2          |
| 6. Nick Halsted Egyesült Királyság 1 |  | 6. Guillaume Belgium1                 |  | 6. Magdy Conyd Kanada 1                 |
| 7. Hermilo Leal Mexikó 0             |  | 7. Valeriano Pérez Mexikó 0           |  | 7. Bustamante Puerto Rico 0             |
|                                      |  |                                       |  |                                         |

| VII. csoport                       |  | VIII. csoport                     |  | IX. csoport                         |
| ---------------------------------- |  | --------------------------------- |  | ----------------------------------- |
| 1. Igor Valetov Szovjetunió 5      |  | 1. Allan Jay Egyesült Királyság 4 |  | 1. Rudolf Trost Ausztria 4          |
| 2. Bernd Uhlig NDK 4               |  | 2. Klaus Dumke NDK 4              |  | 2. Henryk Nielaba Lengyelország 4   |
| 3. Peter Lötscher Svájc 4          |  | 3. Christian Kauter Svájc 4       |  | 3. Marinescu Románia 3              |
| 4. Hans Jacobson Svédország 3      |  | 4. Bohdan Gonsior Lengyelország 2 |  | 4. Graham Paul Egyesült Királyság 3 |
| 5. George Masin Egyesült Államok 3 |  | 5. Perkins Kanada 2               |  | 5. Bakonyi Péter Kanada 1           |
| 6. Szekigucsi Japán 1              |  | 6. Vergera Chile 1                |  | 6. Suárez Kuba 0                    |
| 7. Roberto Maldonado Puerto Rico 0 |  |                                   |  |                                     |
|                                    |  |                                   |  |                                     |

| X. csoport                               |  | XI. csoport                           |  | XII. csoport                     |
| ---------------------------------------- |  | ------------------------------------- |  | -------------------------------- |
| 1. Alekszej Nyikancsikov Szovjetunió 4   |  | 1. Carl von Essen Svédország 3        |  | 1. Muzio Olaszország 4           |
| 2. Moldanski Románia 4                   |  | 2. Ralph Johnson Egyesült Királyság 3 |  | 2. Georgi Zažitski Szovjetunió 4 |
| 3. Jacques Ladègaillerie Franciaország 3 |  | 3. Claudio Francesconi Olaszország 3  |  | 3. Fenyvesi Csaba Magyarország 3 |
| 4. Reinhold Behr NSZK 3                  |  | 4. B. Nagy Pál Magyarország 3         |  | 4. Reant Franciaország 2         |
| 5. Gianluigi Placella Olaszország 1      |  | 5. Stephen Netburn Egyesült Államok 2 |  | 5. Hans-Peter Schulze NDK 2      |
| 6. Liebich Kanada 0                      |  | 6. Alvarez Mexikó 1                   |  | 6. Carlos Calderón Mexikó 0      |
|                                          |  |                                       |  |                                  |

### Második forduló
Minden csoportból az első három helyezett jutott tovább.
| I. csoport                             |  | II. csoport                           |  | III. csoport                             |  |
| -------------------------------------- |  | ------------------------------------- |  | ---------------------------------------- |  |
| 1. Bohdan Andrzejewski Lengyelország 4 |  | 1. Bernd Uhlig NDK 3                  |  | 1. Jacques Ladègaillerie Franciaország 4 |  |
| 2. Henryk Nielaba Lengyelország 3      |  | 2. Schmitt Pál Magyarország 3         |  | 2. Christian Kauter Svájc 3              |  |
| 3. Fenyvesi Csaba Magyarország 2       |  | 3. Szergej Paramonov Szovjetunió 3    |  | 3. Igor Valetov Szovjetunió 3            |  |
| 4. Infante Kuba 2                      |  | 4. Reinhold Behr NSZK 2               |  | 4. Graham Paul Egyesült Királyság 3      |  |
| 5. Claudio Francesconi Olaszország 2   |  | 5. Reant Franciaország 1              |  | 5. Ferrer Kuba 2                         |  |
| 6. Moldanski Románia 2                 |  | 6. Ralph Johnson Egyesült Királyság 1 |  | 6. Klaus Dumke NDK 1                     |  |
|                                        |  |                                       |  |                                          |  |

| IV. csoport                             |  | V. csoport                        |  | VI. csoport                            |
| --------------------------------------- |  | --------------------------------- |  | -------------------------------------- |
| 1. Muzio Olaszország 4                  |  | 1. Carl von Essen Svédország 5    |  | 1. Peter Lötscher Svájc 5              |
| 2. Jean-Pierre Allemand Franciaország 3 |  | 2. Hrihorij Krissz Szovjetunió 3  |  | 2. Alekszej Nyikancsikov Szovjetunió 3 |
| 3. Bohdan Gonsior Lengyelország 3       |  | 3. Allan Jay Egyesült Királyság 2 |  | 3. Orvar Jönsson Svédország 3          |
| 4. Georgi Zažitski Szovjetunió 3        |  | 4. Daniel Giger Svájc 2           |  | 4. Michał Butkiewicz Lengyelország 2   |
| 5. B. Nagy Pál Magyarország 1           |  | 5. Eckhard Mannischeff NDK 1      |  | 5. Gustavo Oliveros Kuba 2             |
| 6. Marinescu Románia 1                  |  | 6. Christie Egyesült Államok 1    |  | 6. Jacques Brodin Franciaország 0      |
|                                         |  |                                   |  |                                        |

| 1. Alexandre Bretholz Svájc 4         |  | 1. Rudolf Trost Ausztria 4            |  |  |  |
| 2. Hans Jacobson Svédország 4         |  | 2. François Jeanne Franciaország 3    |  |  |  |
| 3. Zbigniew Matwiejew Lengyelország 2 |  | 3. Pier Alberto Testoni Olaszország 3 |  |  |  |
| 4. Pongrácz Antal Románia 2           |  | 4. Kulcsár Győző Magyarország 2       |  |  |  |
| 5. Horst Melzig NDK 2                 |  | 5. Alexandru Istrate Románia 2        |  |  |  |
| 6. Gianluigi Saccaro Olaszország 1    |  | 6. Carfaqno Egyesült Államok 1        |  |  |  |
|                                       |  |                                       |  |  |  |

### Harmadik forduló
Minden csoportból az első három helyezett jutott tovább.
| 1. Alekszej Nyikancsikov Szovjetunió 5 |  | 1. Hrihorij Krissz Szovjetunió 4      |  |  |  |
| 2. Bohdan Andrzejewski Lengyelország 3 |  | 2. Carl von Essen Svédország 3        |  |  |  |
| 3. Peter Lötscher Svájc 2              |  | 3. Henryk Nielaba Lengyelország 3     |  |  |  |
| 4. François Jeanne Franciaország 2     |  | 4. Muzio Olaszország 2                |  |  |  |
| 5. Fenyvesi Csaba Magyarország 2       |  | 5. Christian Kauter Svájc 1           |  |  |  |
| 6. Pier Alberto Testoni Olaszország 1  |  | 6. Zbigniew Matwiejew Lengyelország 1 |  |  |  |
|                                        |  |                                       |  |  |  |

| 1. Szergej Paramonov Szovjetunió 4      |  | 1. Schmitt Pál Magyarország 4            |  |  |
| 2. Hans Jacobson Svédország 3           |  | 2. Jacques Ladègaillerie Franciaország 3 |  |  |
| 3. Jean-Pierre Allemand Franciaország 3 |  | 3. Alexandre Bretholz Svájc 2            |  |  |
| 4. Bernd Uhlig NDK 3                    |  | 4. Igor Valetov Szovjetunió 2            |  |  |
| 5. Bohdan Gonsior Lengyelország 1       |  | 5. Orvar Jönsson Svédország 2            |  |  |
| 6. Rudolf Trost Ausztria 0              |  | 6. Allan Jay Egyesült Királyság 2        |  |  |
|                                         |  |                                          |  |  |

## Elődöntők
Minden csoportból az első három helyezett jutott tovább.
| 1. Hans Jacobson Svédország 5            |  | 1. Szergej Paramonov Szovjetunió 4      |  |  |
| 2. Alekszej Nyikancsikov Szovjetunió 4   |  | 2. Carl von Essen Svédország 3          |  |  |
| 3. Jacques Ladègaillerie Franciaország 3 |  | 3. Bohdan Andrzejewski Lengyelország 3  |  |  |
| 4. Schmitt Pál Magyarország 1            |  | 4. Hrihorij Krissz Szovjetunió 2        |  |  |
| 5. Alexandre Bretholz Svájc 0            |  | 5. Jean-Pierre Allemand Franciaország 1 |  |  |
| 6. Henryk Nielaba Lengyelország 0        |  | 6. Peter Lötscher Svájc 0               |  |  |
|                                          |  |                                         |  |  |

## Döntő
| #  | Név                   | Nemzet        | Lengyelország | Szovjetunió | Svédország | Svédország | Szovjetunió | Franciaország | M | Gy | V | T+ | T- | P |
| -- | --------------------- | ------------- | ------------- | ----------- | ---------- | ---------- | ----------- | ------------- | - | -- | - | -- | -- | - |
| 1. | Bohdan Andrzejewski   | Lengyelország |               | 5:2         | :          | 5:3        | 5:2         | 5:4           | 5 | 4  | 1 |    |    | 4 |
| 2. | Alekszej Nyikancsikov | Szovjetunió   | 2:5           |             | 5:2        | 5:2        | 5:2         | 5:3           | 5 | 4  | 1 |    |    | 4 |
| 3. | Carl von Essen        | Svédország    | :             | 2:5         |            | 4:5        | 5:4         | 5:0           | 5 | 3  | 2 |    |    | 3 |
| 4. | Hans Jacobson         | Svédország    | 3:5           | 2:5         | 5:4        |            | kv          | 5:2           | 5 | 2  | 3 |    |    | 2 |
| 5. | Szergej Paramonov     | Szovjetunió   | 2:5           | 2:5         | 4:5        | kv         |             | :             | 5 | 1  | 4 |    |    | 1 |
| 6. | Jacques Ladègaillerie | Franciaország | 4:5           | 3:5         | 0:5        | 2:5        | :           |               | 5 | 0  | 5 |    |    | 0 |

kv: kettős vereség
Újravívás az első helyért: Andrzejewski–Nyikancsikov 5:3